# Schizocosa minor
Schizocosa minor là một loài nhện trong họ Lycosidae.
Loài này thuộc chi Schizocosa. Schizocosa minor được Roger de Lessert miêu tả năm 1926.